# ビビアン・チョウ
ビビアン・チョウ（ヴィヴィアン・チョウ、Vivian Chow、中国名:周 慧敏、1967年11月10日 - ）は香港出身の歌手、シンガー・ソング・ライター、女優である。その気品のあるステージマナーのみならず、動物愛護のチャリティー活動によっても知られる。

## 略歴

### 生い立ち
香港に生まれ母親に育てられた。父親は彼女が生まれた年に心臓の病で亡くなっている。夢は歌手やアーティストになることだった。

### ディスクジョッキーとして
高校を卒業後、1985年の第4回ニュー・タレント・コンテストに出場し、柏原芳恵の「最愛」を日本語で歌い入賞を果たした。ETHK局のDJコンテストにも合格し、ディスクジョッキーとして芸能界でのスタートを切った。この時期に三つのラジオドラマで主要な役を演じている。

### 女優として
1988年に大ヒットしたコメディー『三人世界』で映画デビューを果たした。翌1989年にこの作品で彼女は最優秀新人賞を獲得し、香港の芸能界にその潜在能力を認知させることとなった。徐々にではあるが確実に、彼女は夢への階梯をかけ上がっていった。

### 歌手として
同じ1989年にSANCITYと契約し、自身の名を冠した初のアルバム『周慧敏』をリリースした。このアルバムはわずかに四曲しか収録されておらず、聴衆の反応を探ることを主な目的とした作品だった。売り上げは悪くなく、翌1990年にはさらに二枚のアルバム『Vivian』、『情迷』を制作し、自身のファンを開拓していった。
1991年には香港最大手のポリグラムと契約し、さらに多くのアルバムを制作した。北京語の発音の特訓もこなし、『流言』や『好きなのに』などの北京語のアルバムも制作した。1994年6月には台湾で、10月には地元香港でソロ・コンサートを開催した。

### 引退
しかし、パパラッチによる私生活の領域への侵入に耐え切れず、一時期あらゆるメディアとの接触を絶ってしまった。1994年のコンサートの後、彼女は自分にとって最も大切なのは名声や栄光ではなく個人的な生活であることに気づき、次第に香港のエンタテインメント界から遠ざかっていった。1990年代の後半には芸能活動を引退し、バンクーバーへ移住した。現在は時折家族のいる香港を訪れ、動物愛護のチャリティー活動を支援している。

## 音楽
低音域の表現や声量に不安を感じさせると指摘されながらも、その中・高音域の甘く美しい歌声を披露してきた。恵まれた容姿と洗練された物腰ゆえに批評家の反応は概ね微温的なものだったが、それにも関わらず彼女は数多くの熱烈なファンを獲得した。メディアからは「玉女掌門人」（元祖美少女といったような意味）の称号で呼び慣わされた。
彼女は日本の音楽から大きな影響を受けており、アマチュア時代に参加したコンテストでも日本の歌を日本語で歌った。日本語がわかる人がいないために点数が辛くなったこともあったという。デビュー後も柏原芳恵の「最愛」をはじめ、小泉今日子や山下久美子などの楽曲のカバーを発表した。
香港でも人気のある『美少女戦士セーラームーン』広東語版の主題歌「美少女戦士」をカレン・トンとリンダ・ウォンとの共演で歌った。コンサートでもこの曲をセーラームーンのぬいぐるみをバックに歌ったり、『ドラえもん』の主題歌を日本語で歌うなど、日本のアニメへの愛好ぶりを示していた。

## ディスコグラフィ
以下の音源のうちいくつかはオーマガトキ（新星堂の独自レーベル）及びポリドールから日本盤がリリースされている。
※日本で発売したCD・VHS・LDのみ記述。

### 日本語のシングル
| 枚  | 発売日        | 商品番号  | 定価            | 発売元                                         | タイトル         | オリコン 最高位 | RIAJ認定 |
| --- | ------------- | --------- | --------------- | ---------------------------------------------- | ---------------- | --------------- | -------- |
| 1st | 1995年6月25日 | PODH-1260 | ¥ 971（税込）   | ユニバーサルミュージック、ポリドール・レコード | 眠れぬ夜         |                 |          |
| 2nd | 1997年2月26日 | TADX-7448 | ¥ 1,020（税込） | ユニバーサルミュージック、トーラスレコード     | 逢いにゆきたいの |                 |          |

### 広東語のベスト・アルバム
| 枚  | 発売日         | 商品番号  | 定価            | 発売元                                         | タイトル           | オリコン 最高位 | RIAJ認定 |
| --- | -------------- | --------- | --------------- | ---------------------------------------------- | ------------------ | --------------- | -------- |
| 1st | 1994年4月25日  | POCP-1411 | ¥ 2,548（税込） | ユニバーサルミュージック、ポリドール・レコード | 純愛伝説           |                 |          |
| 2nd | 1994年12月25日 | SC-6106/7 | ¥ 3,356（税込） | オーマガトキ                                   | 客席のヒロイン     |                 |          |
| 3rd | 1998年3月1日   | TACA-1004 | ¥ 2,548（税込） | ユニバーサルミュージック、トーラスレコード     | あの日から始まった |                 |          |

### 北京語のベスト・アルバム
| 枚  | 発売日       | 商品番号  | 定価            | 発売元                                         | タイトル                                 | オリコン 最高位 | RIAJ認定 |
| --- | ------------ | --------- | --------------- | ---------------------------------------------- | ---------------------------------------- | --------------- | -------- |
| 1st | 1997年4月9日 | POCP-9564 | ¥ 2,548（税込） | ユニバーサルミュージック、ポリドール・レコード | センシティヴ・ゾーン〜マンダリン・ソング |                 |          |

### 広東語のスタジオ・アルバム
| 枚  | 発売日        | 商品番号  | 定価            | 発売元                                         | タイトル             | オリコン 最高位 | RIAJ認定 |
| --- | ------------- | --------- | --------------- | ---------------------------------------------- | -------------------- | --------------- | -------- |
| 1st | 1994年7月25日 | POCP-1444 | ¥ 2,548（税込） | ユニバーサルミュージック、ポリドール・レコード | 成長                 |                 |          |
| 2nd | 1995年2月1日  | POCP-7009 | ¥ 2,548（税込） | ユニバーサルミュージック、ポリドール・レコード | 天使の恋人           |                 |          |
| 3rd | 1996年8月25日 | POCP-7161 | ¥ 2,548（税込） | ユニバーサルミュージック、ポリドール・レコード | ヴィヴィアン・チョウ |                 |          |

### 北京語のスタジオ・アルバム
| 枚  | 発売日         | 商品番号  | 定価            | 発売元                                         | タイトル       | オリコン 最高位 | RIAJ認定 |
| --- | -------------- | --------- | --------------- | ---------------------------------------------- | -------------- | --------------- | -------- |
| 1st | 1994年10月26日 | POCP-1492 | ¥ 2,548（税込） | ユニバーサルミュージック、ポリドール・レコード | 好きなのに     |                 |          |
| 2nd | 1995年10月25日 | POCP-7087 | ¥ 2,621（税込） | ユニバーサルミュージック、ポリドール・レコード | 気が多いあなた |                 |          |
| 3rd | 1996年12月26日 | POCP-7188 | ¥ 2,548（税込） | ユニバーサルミュージック、ポリドール・レコード | 時間           |                 |          |

### ビデオ・アルバム
| 枚  | 発売日        | 商品番号            | 定価                                          | 発売元                                         | タイトル                                                                     | オリコン 最高位 | RIAJ認定 |
| --- | ------------- | ------------------- | --------------------------------------------- | ---------------------------------------------- | ---------------------------------------------------------------------------- | --------------- | -------- |
| 1st | 1995年8月2日  | POVP-1034/POLP-1034 | ¥ 2,976（税込）（VHS) /￥ 5,670（税込）（LD） | ユニバーサルミュージック、ポリドール・レコード | あなたへのラブ・ソング〜ヴィヴィアン・チョウ・ビデオ・クリップ・コレクション |                 |          |
| 2nd | 1997年4月25日 | POVP-1045/POLP-1045 | ¥ 2,976（税込）（VHS) /￥ 5,670（税込）（LD)  | ユニバーサルミュージック、ポリドール・レコード | 美的化身〜ライブ・イン・コンサート'94                                        |                 |          |

## 出演作品

### テレビドラマ
- 烏金血剣（1990年）
- 中神通王重陽（1990年）
- 武林幸運星（1992年）
- 大時代 The Greed of Man（1992年）
- 刀馬旦（1995年）

### 映画
- 三人世界 Heart to Hearts（1988年）
- グッバイ・ヒーロー Goodbye Hero（1988年）
- 相見好 Happy Together（1989年）
- 小男人週記 The Yuppie Fantasia（1989年）
- 沖天小子 Path of Glory（1989年）
- 精裝追女仔3之狼之一族 The Romancing Star 3（1989年）
- 風雨同路 The Unmatchable Match（1990年）
- 三人新世界 Heart into Hearts（1990年）
- Yes!一族 Fruit Punch（1991年）
- 妖魔道 Devil's Vendetta（1991年）
- 富貴吉祥 Perfect Match（1991年）
- 痴情快婿 Fun and Fury（1992年）
- 三人做世界 Heart Against Hearts（1992年）
- 藍江傳之反飛組風雲/整人探長 藍江傳 Arrest The Restless（1992年）
- 應召女郎1998之二現代應召女郎 Girls Without Tomorrow 1992（1992年）
- 夏日情人 Summer Lovers（1992年）
- 女校風雲之邪教入侵 Angel Hunter（1992年）
- 石頭記 The Spirit of Heaven Is In Her Sword（1992年）
- 風塵三俠 Tom, Dick, and Hairy（1993年）
- 沖天小子 The Path Of Glory（1993年）
- 走上不歸路（1993年）
- 倫文敘老點柳先開/流氓狀元 The Kung Fu Scholar（1994年）
- 我愛法拉利 To Love Ferrari （1994年）
- 清官難審/現代包青天 Family Affairs （1994年）
- 金裝香蕉俱樂部 Top Banana Club（1996年）
- 廢話小說 Out of the Blur（1996年）
- 得閒炒飯（邦題：愛に関するすべてのこと） All About Love（2010年）

### テレビ映画
- 血染黎明（1992年）
- 八月鬱金香 Tulips in August（1992年）

### 音楽映画
- 愛得太遲（2006年）

## 書物
- 我的貓兒子周慧豹（2004年）